# آرتور فولتون
آرتور فولتون (انگلیسی: Arthur Fulton; ۱۶ سپتامبر ۱۸۸۷ – ۲۶ ژانویهٔ ۱۹۷۲) ورزشکار اهل بریتانیا بود.
وی در مسابقات کشوری و بین‌المللی در مجموع برندهٔ ۲ مدال نقره شده‌است.